# André Nieuwkoop
André Nieuwkoop (Werkendam, 1990) is een Nederlands organist en politieagent.

## Biografie
Nieuwkoop had op jonge leeftijd al interesse voor muziek - thuis oefende hij veel met orgelspelen. Hoewel hem werd geadviseerd orgellessen te volgen, bleef hij autodidact en volgde hij geen orgelstudie.
Nieuwkoop werd in 2016 benoemd tot organist van de Gereformeerde Gemeente in Aalburg. Hij was in zijn jongere jaren werkzaam als binnenvaartschipper en bij de Koninklijke Marine. Hierna is hij gaan werken bij de Politie Rotterdam-Rijnmond, in combinatie met zijn werk als organist. Ook concerteerde hij in kerken in Zaltbommel, Dordrecht, Gorinchem, Goes en Kampen, en bracht hier een groot aantal cd's van uit.

### Privéleven
In een interview in het Reformatorisch Dagblad in juli 2024 vertelde hij hoe hij worstelt met zijn homoseksuele geaardheid. Daarin vertelt hij dat hij celibatair door het leven gaat. 

## Discografie
- 'k Zal zijn lof zelfs in de nacht…
- 't Is Isrels God die krachten heeft
- Aanbidt Zijn Naam en wild hem eren
- Als g’in nood gezeten
- André Nieuwkoop improviseert vanuit de Evangelisch Lutherse Kerk te Den Haag
- André Nieuwkoop improviseert vanuit de Grote Kerk te Dordrecht
- Vol van Majesteit
- De Heere regeert
- De vromen zullen U verhogen
- De HEER' wiens werk ik roemen zal
- Die God is onze zaligheid
- Drie-enig God, U zij al 'd eer!
- Een lied op de sabbatdag
- Geloofd met psalmenzang
- Hij heeft gedacht aan Zijn genade
- Hoe lief'lijk zijn Uw woningen
- Ik hef U dien in den Hemel zit
- In die Stille Kerstnacht
- Juich, Aarde, juich met blijde galmen
- Kerst vanuit Dordt
- Kerst vanuit Dordt 2
- Kroont Hem met een gouden kroon
- Laat ieder's heeren goedheid loven
- Loof al juichen Uwen God
- Looft den Heer', die eeuwig leeft
- Maar trouwe God, Gij zijt
- Psalmzang vanuit Breda
- Psalmzang vanuit de Augustijnenkerk te Dordrecht
- Psalmzang vanuit de Grote Kerk te Dordrecht
- Psalmzang vanuit de St. Laurenskerk te Rotterdam
- Psalmzang vanuit Elburg
- Psalmzang vanuit Hasselt
- Psalmzang vanuit Kampen
- Zoek in 's Hoogsten lof uw lust

## Bladmuziek
- Psalm 51 : 6
- Psalm 139 :14
- Psalm 33 : 8
- Psalm 26 : 9  Wanneer G’ Uw arm verheft
- Psalm 134 : 2 Heft uwe handen naar omhoog
- Psalm 26 : 9  Wanneer G’ Uw arm verheft
- Psalm 134 : 2 Heft uwe handen naar omhoog
- Psalm 146 : 1 Prijs den HEER’ met blijde galmen
- Psalm 51 : 6
- Psalm 139 : 14
- Psalm 33